# 河西玉皇庙
河西玉皇庙，位于山西省晋城市高平市河西镇河西村，是一处山西省文物保护单位。

## 保护
2021年8月4日，河西玉皇庙公布为第六批山西省文物保护单位，古建筑类，编号6-196。